# Бренек, Антон

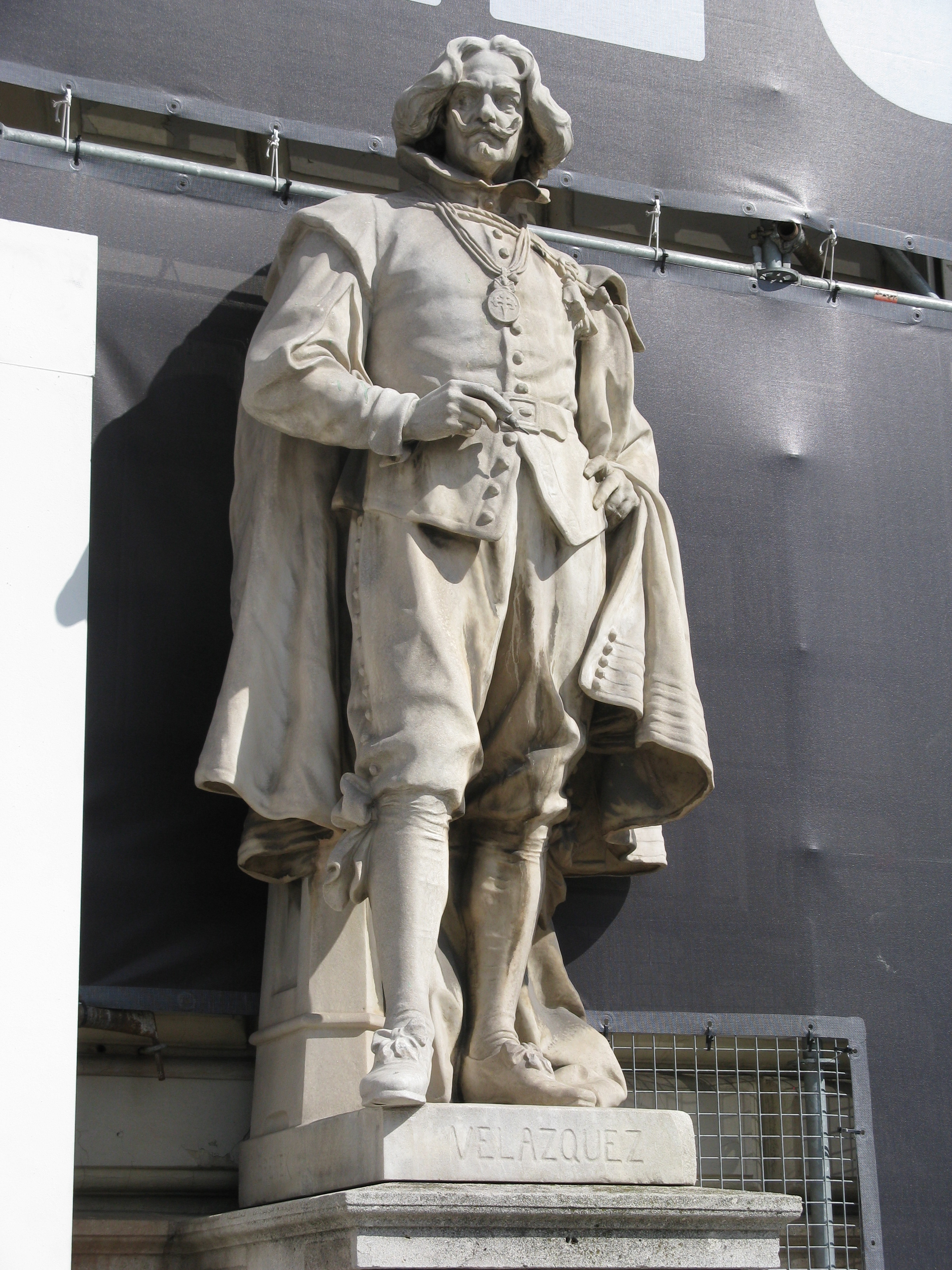
Статуя Диего Веласкеса (Вена)

Антон Бренек (нем. Anton Brenek; 23 октября 1848, Брно, Австро-Венгрия — 18 ноября 1908, Баден (Нижняя Австрия)) — австрийский скульптор чешского происхождения.

## Биография
Первые уроки мастерства получил в скульптурной мастерской своего отца Йозефа Бренека (1820—1878). В 1872—1874 гг. обучался в Венской школе прикладных искусств (Kunstgewerbeschule des k. k. österreichischen Museums für Kunst und Industrie). Два года спустя, поступил в  Венскую академию изобразительных искусств, ученик Каспара фон Зимбуша.
Вместе с учителем работал, при создании его основных работ, памятника Бетховена и памятника Марии-Терезии в Вене. Учитывая опыт работы, позже Антон Бренек стал профессором моделирования и рисования в Государственной торговой школе. В этой школе он преподавал до 1881 года, а затем был переведен в Вену, для преподавания в местной государственно-торговой школе.
В 1905 году вышел в отставку, но по-прежнему, посвящал всего себя скульптуре.

## Избранные произведения
- Четыре скульптурные статуи на фасаде Венской ратуши
- Памятник императору Иосифу II (Брно)
- Четыре фигурные рельефы из каррарского мрамора для здания парламента (Вена)
- Памятник императору Иосифу II в Рейхенберге
- Памятник Ф. Грильпарцеру (Брно)
- Памятник мэру Брно Густаву Винтерхоллеру (Брно)
- Две аллегорические фигуры (Хофбург)
- Колоссальная статуя польского воина 1683 года (Нойбург)
- Памятник императору Францу Иосифу I (Берндорф (Нижняя Австрия))
- Мемориал Константина Томащука в Черновцах
- Мемориал Йозефа Трейтеля в Академии наук (Вена)
- Памятник Йозефа Пецваля во дворе венского университета
- Памятник императору Иосифу II в Нови-Йичин
- Две скульптурные группы детей в Триесте
- Две скульптурные группы для австрийского павильона на Юбилейной выставки в Бухаресте (1906)
- Статуя Диего Веласкеса (Вена)
- Две фигуры в натуральную величину для портала в новом офисном здании в Карлсбаде
- Бронзовый бюст Альбрехт фон Валленштейна в Венском военно-историческом музее (1882).

## Галерея

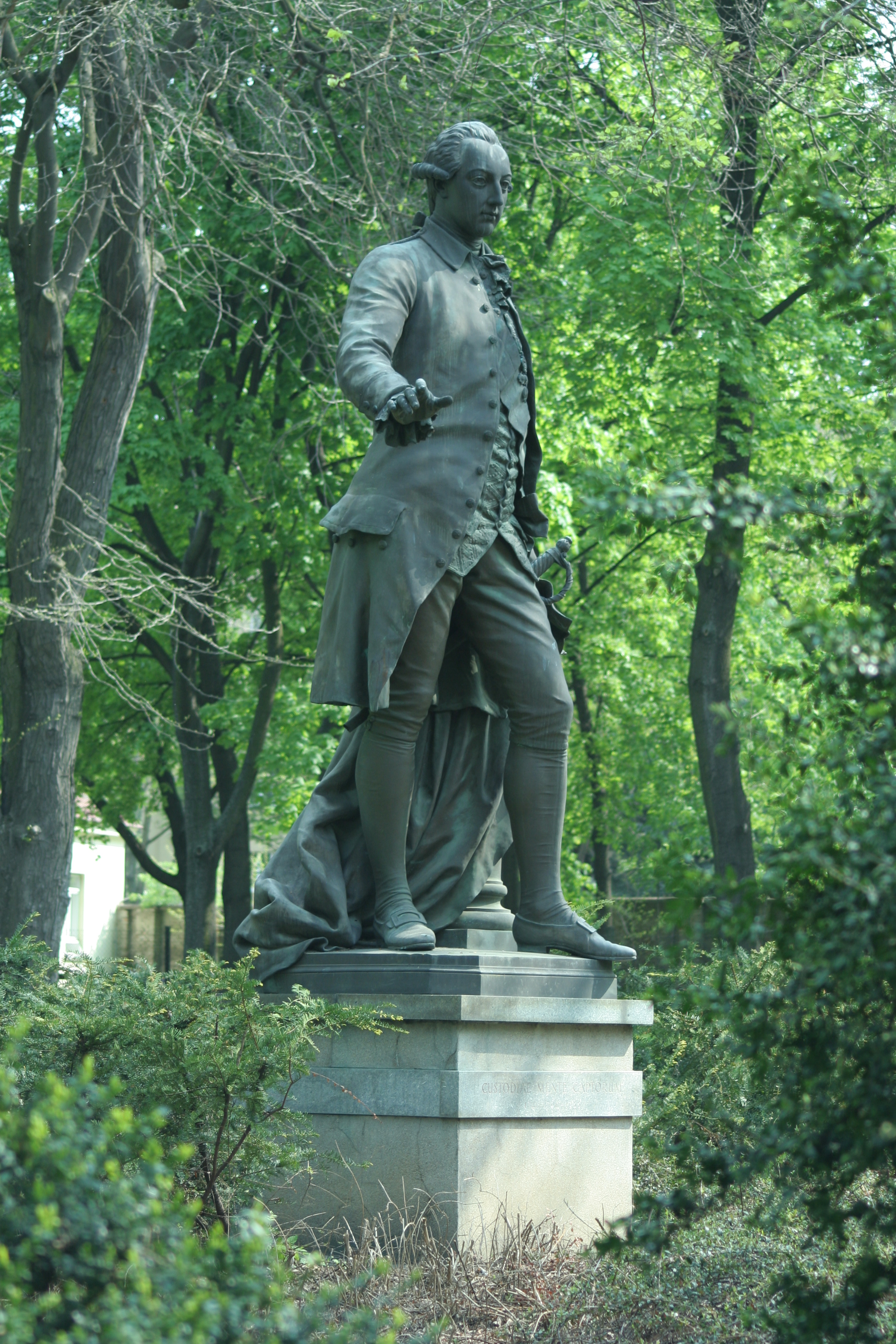
Памятник императору Иосифу II (Брно)
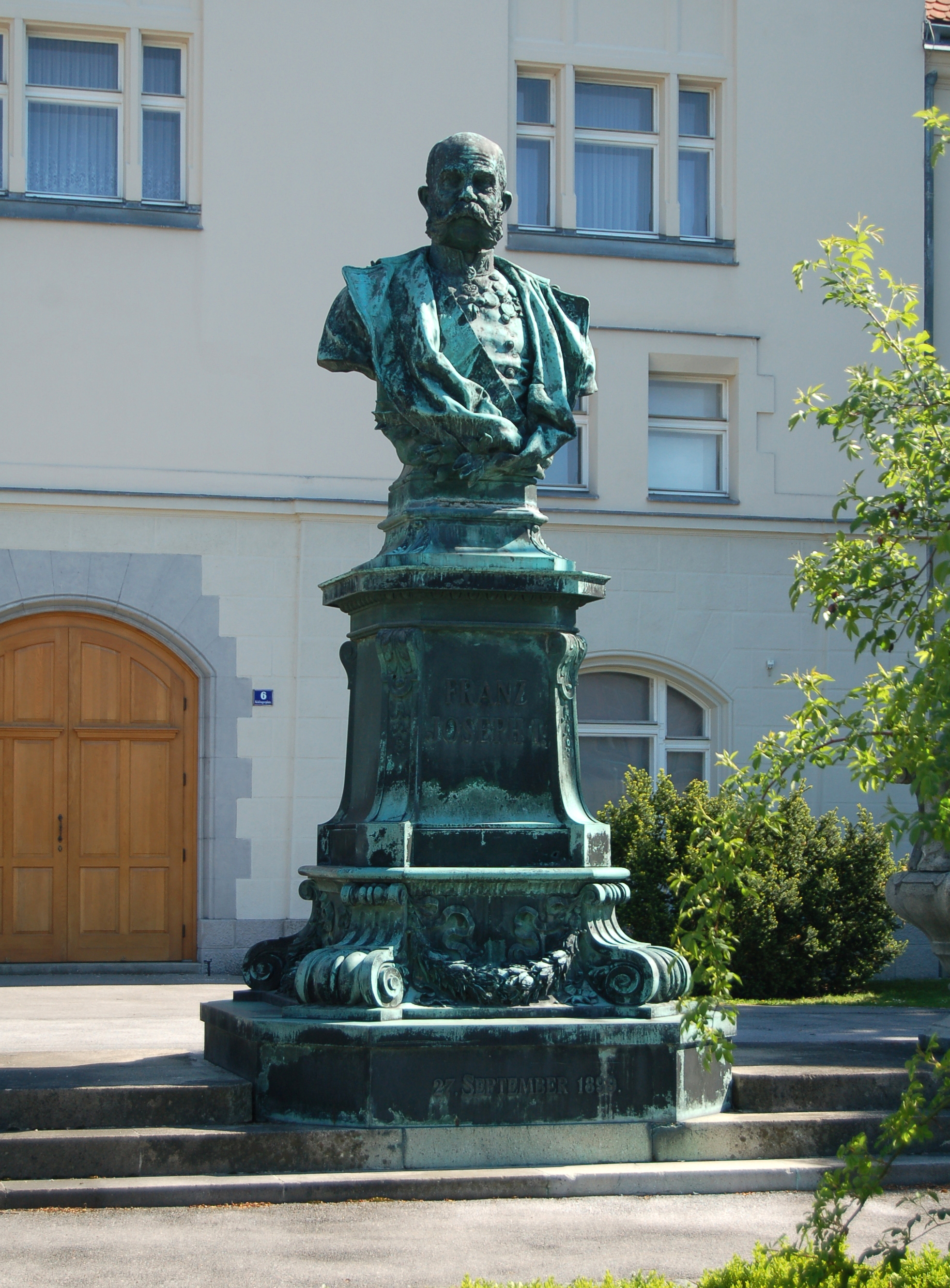
Бюст императора Франца Иосифа I (Берндорф (Нижняя Австрия))
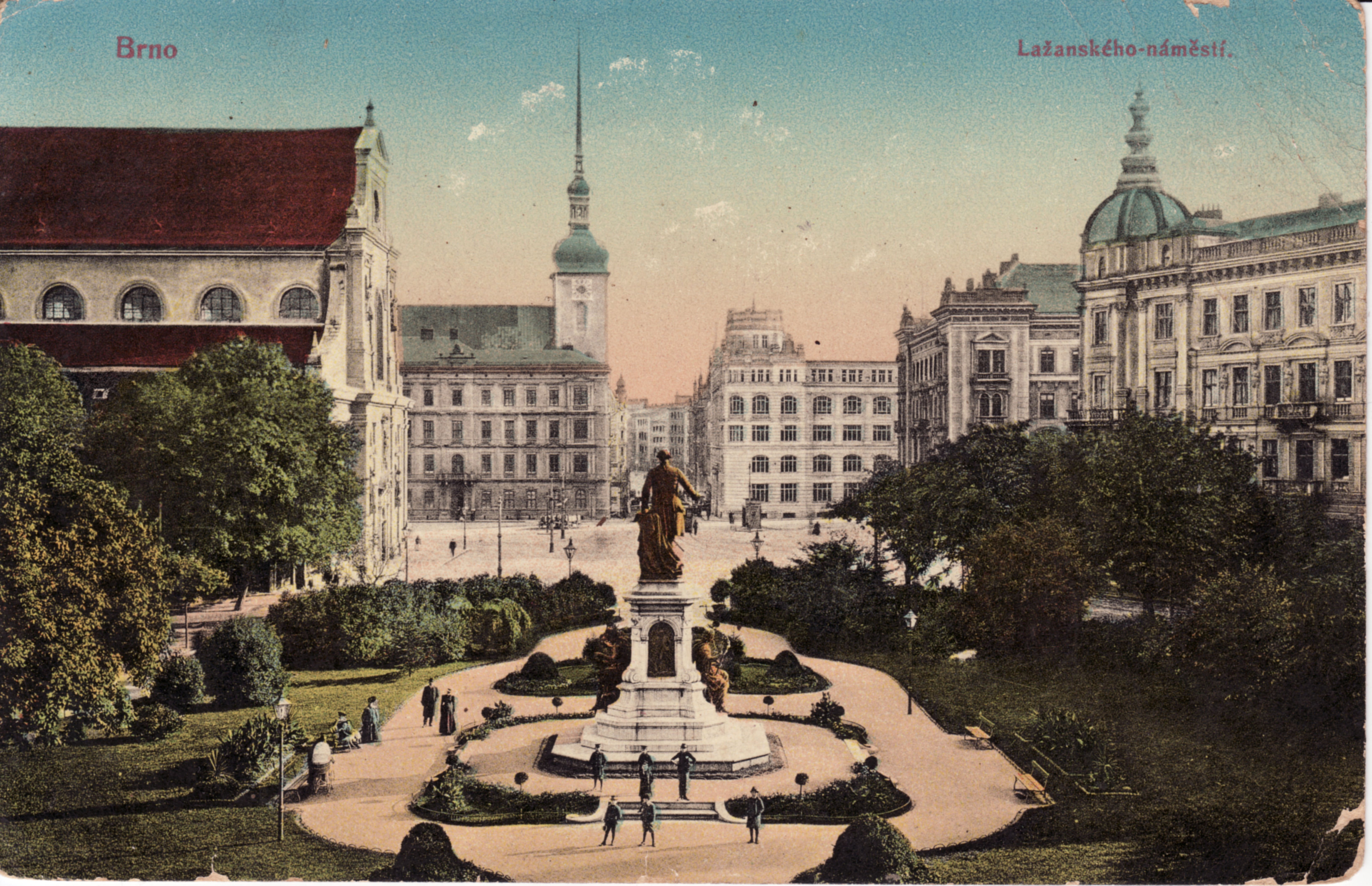
Памятник императору Иосифу II (Брно) на открытке 1892 г.
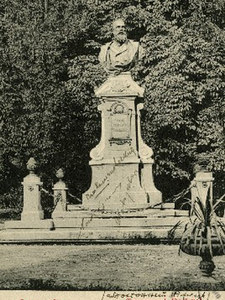
Бюст политика Константина Томащука
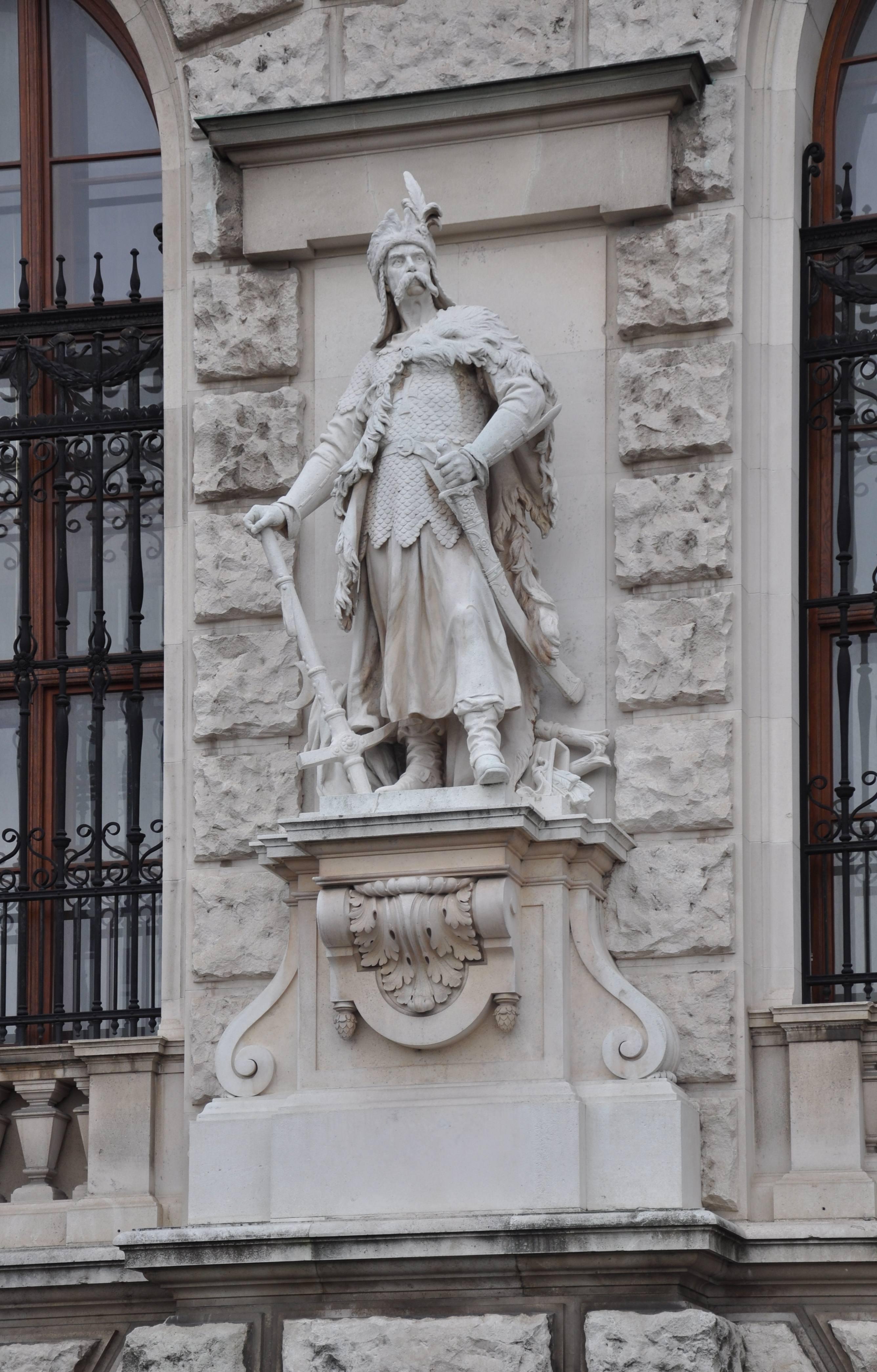
Скульптура польского воина 1683 г. на Венском военно-историческом музее
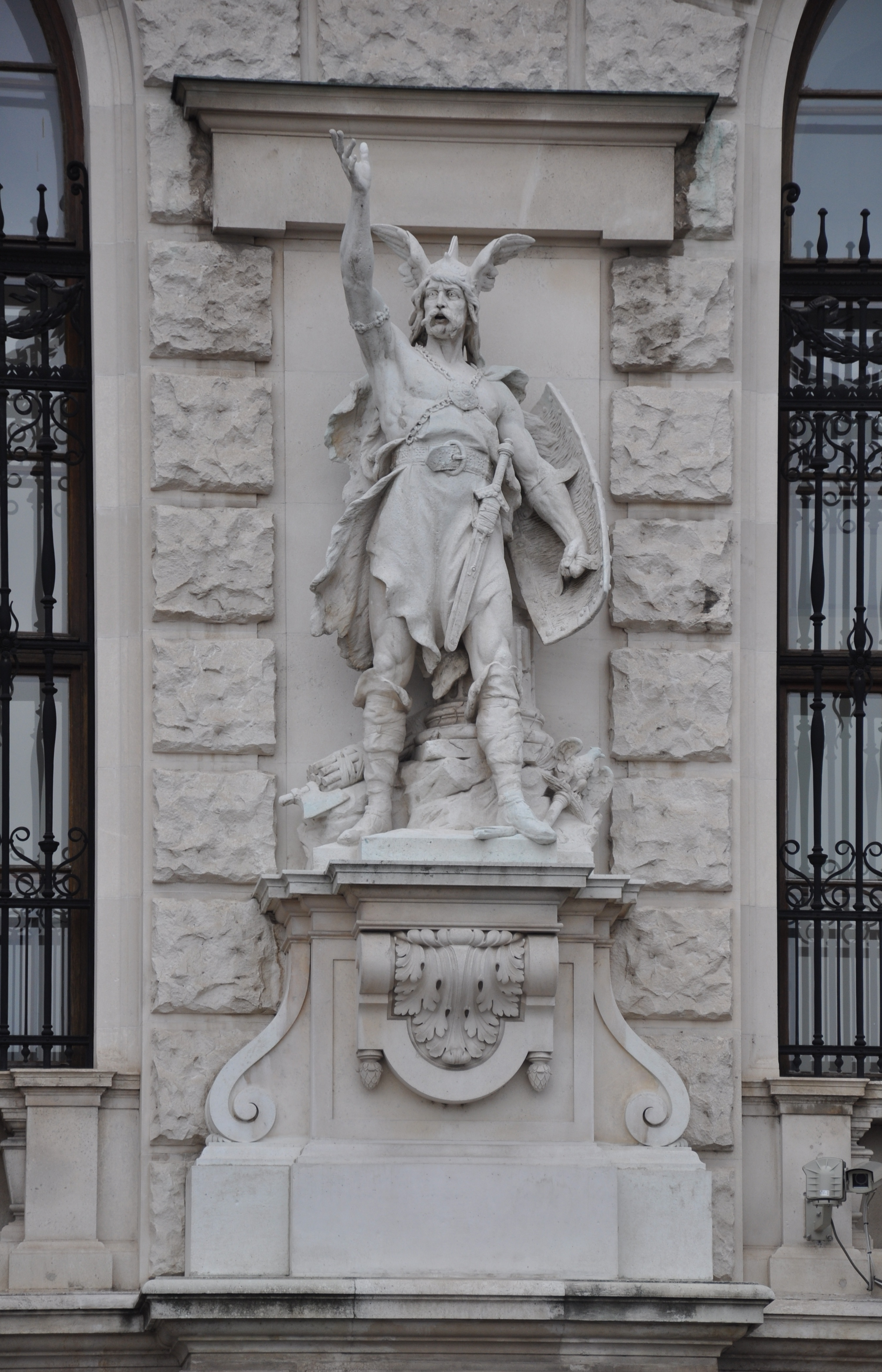
Скульптура воина на Венском военно-историческом музее